# Deszk
Deszk är en ort i Ungern.   Den ligger i provinsen Csongrád-Csanád, i den centrala delen av landet, 170 km sydost om huvudstaden Budapest. Deszk ligger 78 meter över havet och antalet invånare är 3 245.